# Kostel svatého Ducha (Košice)
Kostel svatého Ducha (nebo Špitálsky kostel sv. Ducha) je nejstarší známou stavbou na území Městské části Košice-Jih. Stojí na začátku Jižní třídy, v bezprostřední blízkosti historického centra města.

## Dějiny
Barokní kostel na Jižní třídě byl postaven v letech 1730 až 1733. Obraz na hlavním oltáři vytvořil J. Mathauser v roce 1894. Kostel vyrostl na místě, kde v středověku stál městský chudobinec. Jeho součástí byl i původní Kostel sv. Ducha, postavený v polovině 13. století. Špitálsky kostel také určoval výšku zástavby jednotlivých předměstí Košic, nad kterými musela být z opevněného města dobrá viditelnost na okolní krajinu. Značně poškozená sakrální stavba (stála před hradbami města, proto nebyla chráněna před útoky nepřátelských armád) byla zbořena začátkem 18. století. Oproti této stavbě stál hostinec, který se vzpomíná v souvislosti s návštěvou císaře Josefa II. v Košicích v roce 1770.
Kapacita současného Kostela sv. Ducha je poměrně malá, vejde do něj maximálně 200 lidí. Jeho největší zajímavostí je freska klenby, která znázorňuje pohled na město (obehnané vysokými hradebními zdmi) ze začátku 18. století. V současné době je v objektu umístěn Domov důchodců.